# Derovatellus floridanus
Derovatellus floridanus är en skalbaggsart som beskrevs av Henry Clinton Fall 1932. Derovatellus floridanus ingår i släktet Derovatellus och familjen dykare. Inga underarter finns listade i Catalogue of Life.